# Orwelliaans
Orwelliaans is een bijvoeglijk naamwoord, overgenomen uit het Engels. Het woord is afgeleid van de naam van de Engelse schrijver George Orwell. Er wordt een bedrieglijk en manipulerend taalgebruik mee bedoeld in een situatie die tegen de principes van een vrije samenleving ingaat. Orwelliaans slaat ook op de impliciete manier waarop taalgebruik onze gedachtegang vormgeeft en gemanipuleerd kan worden doordat verschillende bewoordingen om hetzelfde te beschrijven toch verschillende gevoelens oproepen. 
In zo'n situatie maken de leidinggevenden gebruik van zaken als propaganda, foutieve informatie, het ontkennen van de waarheid en het veranderen van de geschiedenis. Politici kunnen aldus woorden met een neutrale connotatie gebruiken om de perceptie van misdaden in hun voordeel om te buigen. Zo kunnen gruwelijkheden bedekt worden met eufemismen of vage bewoordingen waardoor de bevolking de waarheid niet inziet. Een voorbeeld is het gebruik van de term 'doorgedreven ondervragingstechnieken' wanneer er in feite sprake is van foltering. Ook wordt het regeringsorgaan dat zich bezighoudt met militaire activiteiten in de meeste landen omschreven als het 'ministerie van defensie', hoewel die zich in de praktijk soms meer met offensieve oorlogen dan met defensie bezighouden. In Orwell's roman 1984 wordt datzelfde ministerie beschreven als het 'ministerie van vrede'.
Vaak worden politieke tegenstanders beticht van orwelliaanse praktijken. Ook totalitaire samenlevingen en/of dictaturen worden weleens als orwelliaans omschreven. Dystopische samenlevingen in verhalen krijgen eveneens de term toegespeld. Toch kan de term ook op ogenschijnlijk open samenlevingen slaan en waren de waarschuwingen van Orwell in de eerste plaats gericht aan de bevolking van westerse democratieën. Zo heeft Orwell in zijn voorwoord voor Animal Farm forse kritiek op de Britse overheid, uitgevers en intelligentsia wanneer die tijdens de Tweede Wereldoorlog geen kritiek duldden op de Sovjet-Unie en zelfs kritiekloos bepaalde Russische propaganda voor het Britse publiek herhaalden zonder enige nuance of kritiek. Het toenmalige Britse ministerie van informatie oefende bovendien druk uit op uitgevers opdat Animal Farm niet gepubliceerd zou worden.
In zijn roman 1984 beschrijft Orwell een totalitaire overheid die probeert de gedachtegang van zijn subjecten te controleren. Hierbij introduceert deze overheid een nieuwe taal 'newspeak' die zeer beperkt is in vocabularium en waarin woorden die complexe of genuanceerde ideeën weerspiegelen niet worden opgenomen. Hierdoor wordt het de facto onmogelijk om een dissidente mening te vormen, omdat de woorden en concepten die men hiervoor nodig heeft simpelweg ontbreken in de officiële taal. Orwell hekelt in zijn boek Politics and the English Language de politici van zijn tijd die uitblinken in vage bewoordingen en geeft aan dat hun woorden eerder bedoeld zijn om de waarheid te verhullen dan te openbaren.